# Лепешкино (Марий Эл)
Лепешкино (мар. Лепешкин) — деревня в Сернурском районе Республики Марий Эл. Входит в состав Дубниковского сельского поселения.

## География
Находится в северо-восточной части республики Марий Эл на расстоянии приблизительно 3 км на северо-запад от районного центра посёлка Сернур.

## История
Основана в первой половине XIX века. В 1884—1885 годах в починке Лепешкин в 21 дворе проживали 111 человек, русских. В 1926 году в 15 домах насчитывалось 76 жителей, русских, в 1927 году — 17 хозяйств и 89 человек, в 1930 году 96 человек. В 1973 года в состав деревни было включена деревня Старое Пирогово. В 1988 году здесь насчитывалось 16 дворов и 57 человек. В советское время работали колхозы «1 Мая», «Первомайский», «За мир» и «Коммунар».

## Население
Население составляло 51 человек (мари 51 %, русские 49 %) в 2002 году, 48 в 2010.